# Kulla, Ekeby socken
Kulla är en gård från åtminstone 1600-talet i Ekeby socken, Boxholms kommun.

## Historik
Kulla är en gård från åtminstone 1638 i Ekeby socken, Boxholms kommun som bestod av 1⁄4 hemman. Gården köptes 1936 av Johan Algot Carlsson.
På gården byggdes Ekvallens sjukhem år 1934 som hade rum för 25 patienter. Föreståndare för sjukhemmet var Anna-Maria Pettersson och doktor var Einar Sellberg i Vadstena.

## Byggnader
Den nuvarande huvudbyggnaden uppfördes 1934 och ekonomibyggnad uppfördes i slutet av 1800-talet. En visthusbod och magasin uppfördes 1937.

### Backstugor och torp
På gården har det även funnits ett flertal torp och backstugor vid namn Ängstugan, Bergstugan, Sandstugan, Nybygget, Stora Vindgölskärret, Lilla Vindgölskärret, Prutan och Amundstorp. Torpmärkningar utfördes på Amundstorp, Bergstugan och Madstugan 1997, Assarviken 2004 och Lilla Vindgölskärr 2010.